# Chiesa della Beata Vergine Assunta (Vinzaglio)
La chiesa della Beata Vergine Assunta è la parrocchiale di Vinzaglio, in provincia di Novara e arcidiocesi di Vercelli; fa parte del vicariato di Robbio.

## Storia
La prima citazione diretta di un luogo di culto a Vinzaglio risale al 1258 ed è comemtuta in un atto del notaio Ulrico del Marco; eretto a parrocchiale nel secolo successivo, nel Liber extimi del 1440 è elencato tra le chiese sottoposte a tassazione.
Nel 1588 la parrocchiale fu abbellita con numerosi arredi e suppellettili provenienti dalla chiesa di Peronasca, che era ormai caduta in disuso e non più officiata.
La prima pietra del nuovo luogo di culto vinzagliese fu posta nel 1672, dopo la demolizione di quello precedente; l'edificio, costruito dal capomastro vercellese Tommaso Rudie, venne portato a compimento nel 1678.
La chiesa fu oggetto di un ampio intervento di restauro e di risistemazione nel 1954; tuttavia, tre anni dopo, l'arcivescovo Albino Mensa, durante la sua visita pastorale, rilevò che si sarebbero potuti realizzare anche alcuni altri risanamenti.
Negli anni settanta la parrocchiale fu interessata dall'adeguamento liturgico secondo le usanze postconciliari mediante l'aggiunta della mensa lignea rivolta verso l'assemblea.

## Descrizione

### Esterno
La facciata della chiesa, rivolta a occidente, è suddivisa da una cornice marcapiano in due registri, entrambi scanditi da lesene tuscaniche: quello inferiore presenta centralmente il portale d'ingresso, sormontato dal timpanetto curvilineo, mentre quello superiore è coronato dal frontone triangolare, sormontato da due pinnacoli.
Annesso alla parrocchiale è il campanile a base quadrata, la cui cella presenta su ogni lato una monofora a tutto sesto ed è coronata dalla guglia piramidale poggiante sul tamburo.

### Interno
L'interno dell'edificio si compone di un'unica navata, sulla quale si affacciano le cappelle laterali, introdotte da archi a tutto sesto, e le cui pareti sono scandite da paraste terminanti con capitelli corinzi e sorreggenti la trabeazione modanata e aggettante sopra la quale si impostano le volte a vela; al termine dell'aula si sviluppa il presbiterio, rialzato di alcuni gradini, delimitato da balaustre e chiuso dall'abside.